# Żeronie (gromada)
Żeronie – dawna gromada, czyli najmniejsza jednostka podziału terytorialnego Polskiej Rzeczypospolitej Ludowej w latach 1954–1972.
Gromady, z gromadzkimi radami narodowymi (GRN) jako organami władzy najniższego stopnia na wsi, funkcjonowały od reformy reorganizującej administrację wiejską przeprowadzonej jesienią 1954 do momentu ich zniesienia z dniem 1 stycznia 1973, tym samym wypierając organizację gminną w latach 1954–1972.
Gromadę Żeronie siedzibą GRN w Żeroniach utworzono – jako jedną z 8759 gromad na obszarze Polski – w powiecie piotrkowskim w woj. łódzkim, na mocy uchwały nr 35/54 WRN w Łodzi z dnia 4 października 1954. W skład jednostki wszedł obszar dotychczasowej gromady Piętków ze zniesionej gminy Wadlew, a także obszar dotychczasowej gromady Majdany; miejscowości Maleniec wieś i Maleniec osada karczemna z dotychczasowej gromady Maleniec; miejscowości Gutów Duży wieś i Gutów Mały wieś z dotychczasowej gromady Gutów; oraz wieś Żeronie, osada karczemna Żeronie, osada Kociołki Stefańskiego, osada młyńska Kociołki i osada młyńska Kłucjasz z dotychczasowej gromady Żeronie ze zniesionej gminy Grabica w tymże powiecie. Dla gromady ustalono 12 członków gromadzkiej rady narodowej.
1 stycznia 1958 z gromady Żeronie wyłączono wieś Piętków i osadę Kłucjasz, włączając je do gromady Dłutów w powiecie łaskim.
1 stycznia 1959 z gromady Żeronie wyłączono wieś Jastrzębiniec włączając ją do gromady Dłutów w powiecie łaskim.
Gromadę zniesiono 31 grudnia 1959, a jej obszar włączono do gromady Grabica.